# Horndal

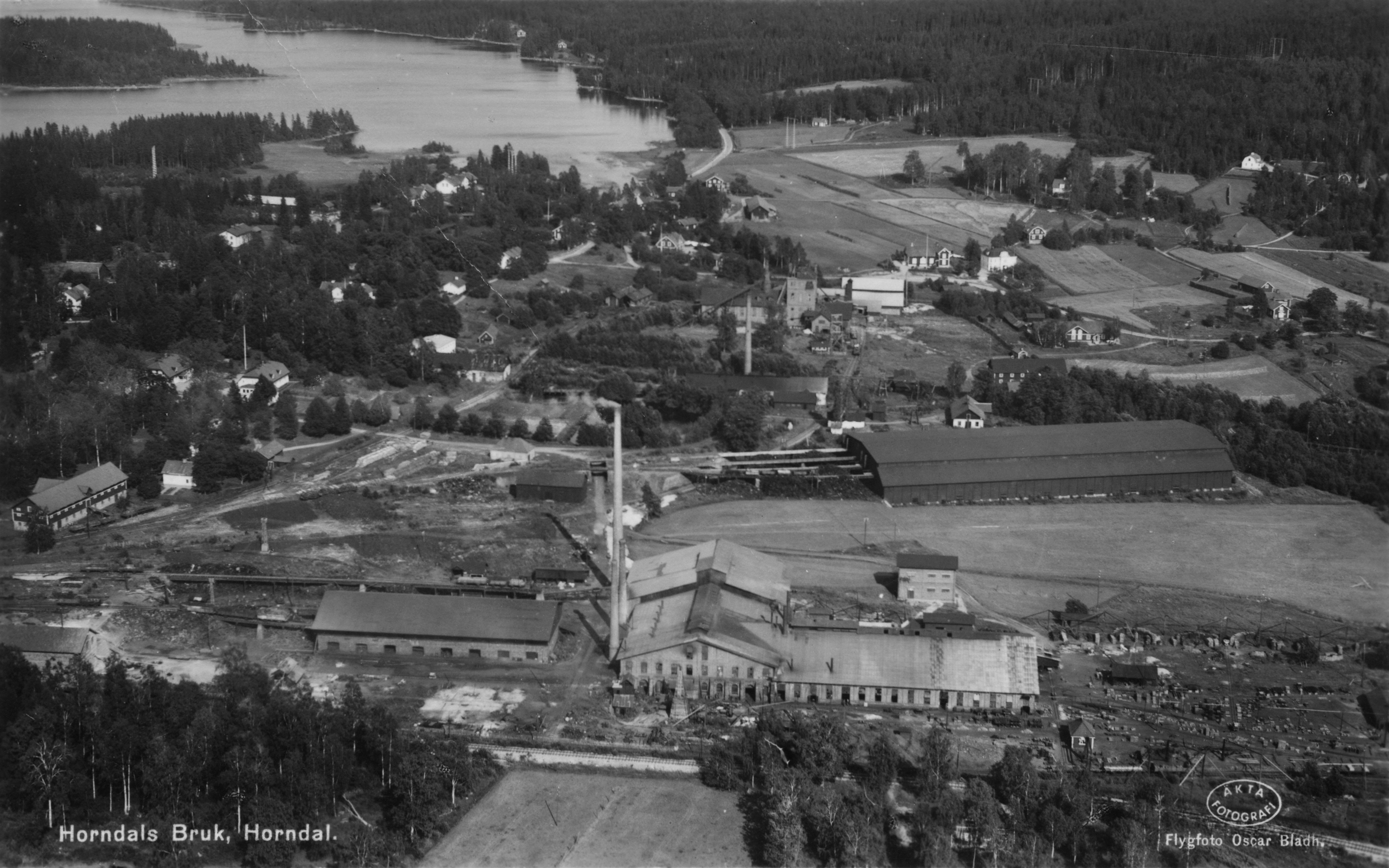
Horndals Eisenhütte von oben

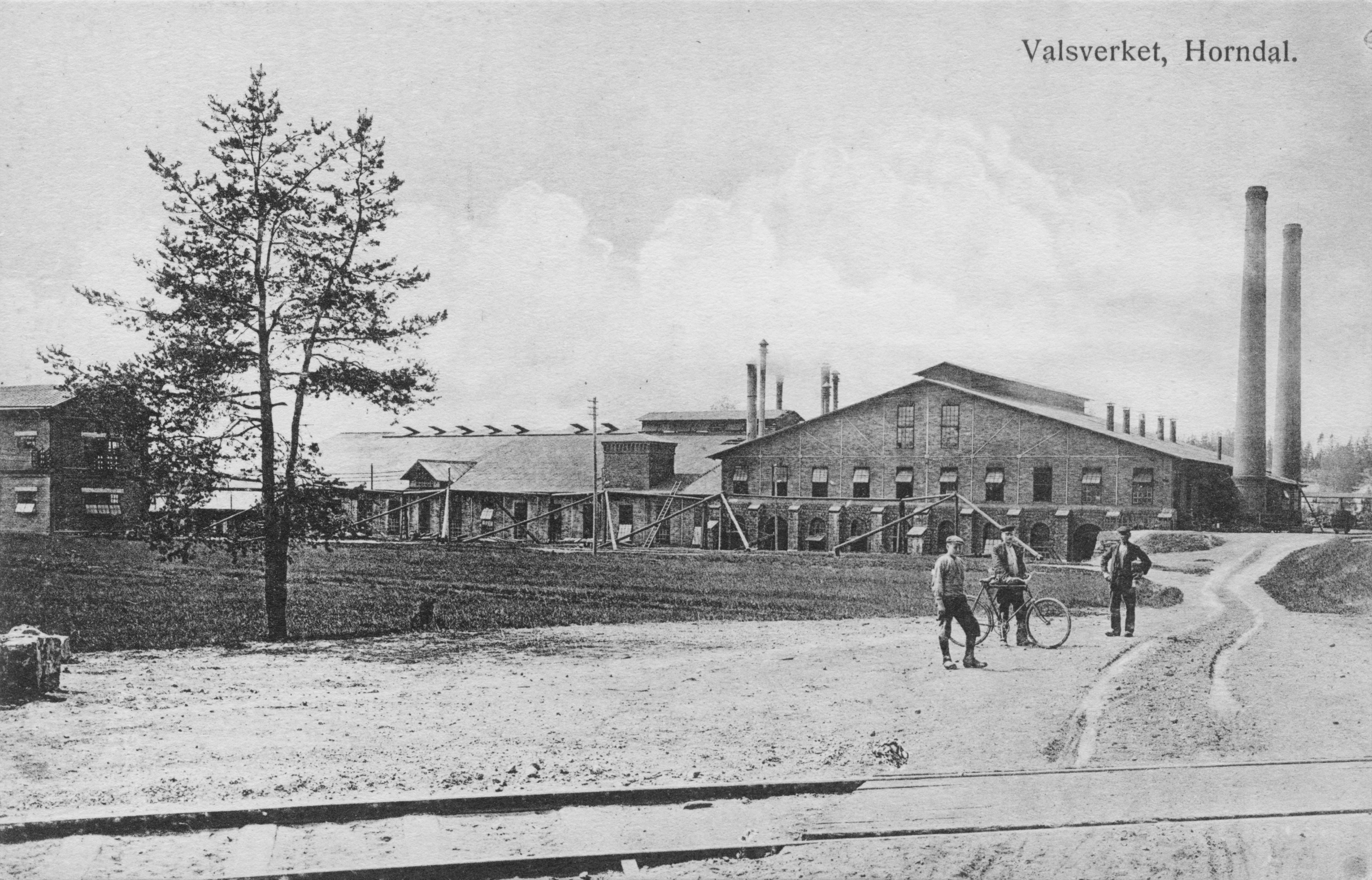
Walzwerk und Martinwerk um 1915.

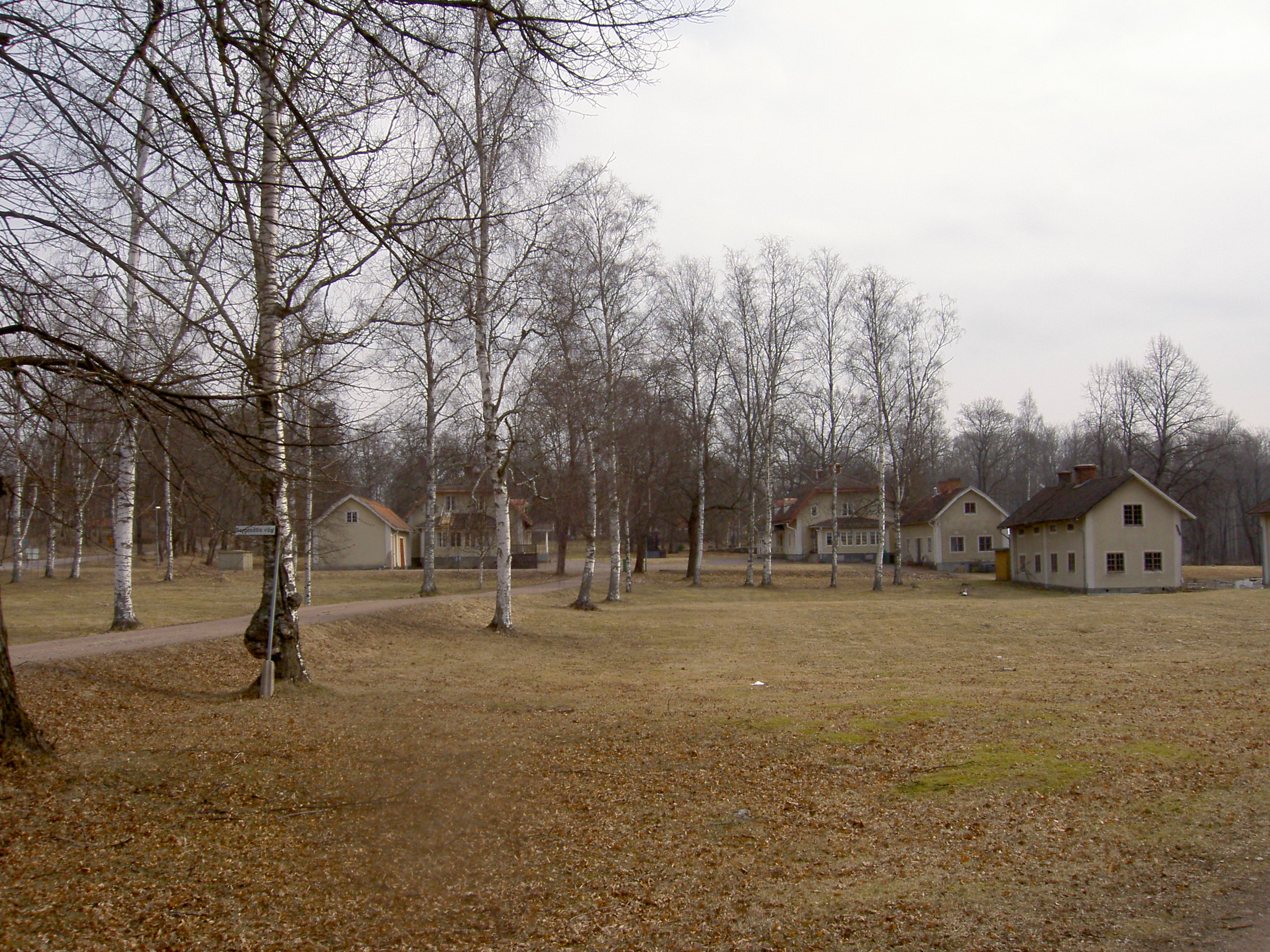
Hüttenpark

Horndal ist eine Ortschaft (tätort) in Dalarna. Sie gehört zur Gemeinde Avesta in der Provinz Dalarnas län. Horndal liegt etwa 20 Kilometer nordöstlich von Avesta. In der Nähe des Ortes befindet sich der See Rossen.
Die Ortschaft ist ein Industrieort der um das in der Zwischenzeit nicht mehr bestehende Stahlwerk gebaut wurde. Die Berufstätigen fahren heute meist nach Avesta und Hofors zur Arbeit. Der Ortsname Horndal, der erstmals 1367 erwähnt wurde (widhir Hornædal), beinhaltet den Flussnamen Hornå = 'Horn-Fluss' und Tal im Schwedischen „dal“.

## Geschichte

### Eisenhütte Horndal
Es wird angenommen, dass der erste Erzhammer in Horndal etwa ab dem Jahr 1591 betrieben wurde. Ein weiterer Hammer wurde im Jahre 1631 in Betrieb genommen. Die Vereinigung der Bergleute beschloss im Jahre 1644 die Einrichtung einer Gießerei in Horndal. Die erste Eisenhütte wurde offiziell im Jahre 1650 gegründet. In diesem Jahr bat Isak Kock (später geadelt und Isak Cronström genannt) um die Genehmigung, neben dem Älteren, einen weiteren Erzhammer zu errichten. Dieser sollte sich im Eigentum der Bergleute befinden. Zwei Jahre später erhielt die neue Erzmühle die gewünschten Privilegien. Kurze Zeit später kaufte Isak Kock beide Erzhämmer und zwang die Bergleute, die Produktion einzustellen. Stattdessen wurden in Valla, welches ganz in der Nähe am See Rossen lag, weitere Schmelzen errichtet. Diese wurden im gleichen Jahr genehmigt wie die, die in Horndal betrieben wurden.
Während der 1690er Jahre gab es in Horndal die erwähnten Erzmühlen und vier Erzschmelzen. Auf einer detaillierten Karte aus dem Jahre 1760–61 mit dem Industriegebiet von Horndal sind zwei Erzmühlen, ein Erzlager, zwei Holzkohle-Speicher, eine Werkstatt, zwei kleine Stauseen mitsamt ihren Staudämmen verzeichnet.
Im Jahre 1895 wurden zwei veraltete Schmiedehämmer und ein „Senkhammer“ ausgetauscht. Diese wurden mit einem Lancashireofen (Eine veraltete Methode um schmiedbares Eisen zu gewinnen. Gleichzeitig eine Schmiedemethode.) und einem Leichtofen ergänzt.
Im Jahre 1861 kauften der Großkaufmann Joseph Michaeli und Filip Bergendal das Werk in Horndal. Im selben Jahr wurden zwei weitere Erzschmelzen errichtet. Nun begann eine expansive Zeit in der Geschichte Horndals. Im Jahre 1872 wurde die Horndals Jernverks AB gegründet. Und drei weitere Jahre später kam die Eisenbahn (Norra stambanan) in den Ort. Als die alte Eisenschmelze in Horndal im Jahre 1885 niederbrannte, wurde kurz darauf eine neue errichtet. Die mehrfach ausgebaute Lancashire-Schmelze war 1886 die größte ihrer Art in Schweden. Sie bestand mittlerweile aus 15 Schmelzöfen. Die Schmiede in Horndal wurde im Jahr 1942 geschlossen.
In Näs Bruk, welches in derselben Gemeinde liegt, wurde Anfang der 1880er Jahre ein Draht- und Feinwalzwerk in Betrieb genommen. Dieses wurde 1898 mit einem Kraftwerk komplettiert, welches die Industrie in Horndal mit Elektrizität versorgen sollte.
Im Jahre 1896 wurde in Horndal im großen Stil investiert. Es wurden ein großes Martinswerk mit zwei Martinsöfen, ein Brammenwalzwerk, ein Grobwalzwerk und ein Mittelwalzwerk gebaut. 1919 kam noch ein 29-Tonnen-Martinsofen hinzu. Im Jahr 1927 wurde die Eisenhütte in Horndal von Fagersta Bruks AB übernommen. Während des Zweiten Weltkrieges gelang es mit sehr kleinen Investitionen, die Produktion zu erhöhen. Zeitgleich bildete sich ein Auftragsüberhang von mehreren Jahren. Dieses Phänomen erhielt später den Namen Horndalseffekt.
Im Jahre 1953 wurde ein neues Feinwalzwerk in Betrieb genommen, mit dem Ziel, höherwertigen Stahl zu produzieren. Die Eisenhütte wurde im Jahr 1945 geschlossen. 1965 folgte das Mittelwalzwerk. In den Jahren 1972 bis 1979 wurde die Eisenhütte von Horndal von der Boxholms AB gepachtet. 1978 begann der endgültige Niedergang der Eisenhütte. Diese bestand zu dieser Zeit aus einem Fein- und Grobwalzwerk und mehreren Martinsöfen. Am letzten Tag im Juni des Jahres 1979 war der gesamte Betrieb komplett abgewickelt. Gleich im Anschluss begann eine allgemeine Arbeitslosigkeit. Heute gibt es auf dem Gelände der alten Eisenhütte einige neue Firmen, diese haben etwa 90 neue Arbeitsplätze geschaffen.

## Elektrifizierung der Eisenbahn
Im November 1935 wurde eine Stromleitung zum Betrieb von elektrischen Loks für die Linie Krylbo–Gävle verlegt. Ab 1936 kam der Strom von einem Wasserkraftwerk in Krångede in Jämtland. Eine 360 Kilometer lange Starkstromleitung wurde nach Horndal verlegt, wo bereits eine große Transformator-Station fertiggestellt war. Von hier aus wurde der Strom nach Westen, Osten und nach Mälardalen weitergeleitet. Die Leitung nach Krångede war die erste 220-kV-Leitung im Land.
Die Dienstwohnungen der ehemaligen Mitarbeiter des Stahlwerkes, welche noch aus den Jahren 1936 bis 1953 stammten, wurden zwischen 1997 und 2002 an Privatpersonen verkauft. Die Immobilien bilden heute das Dorf von Horndal mit der Dorfgemeinschaft.

## Sehenswürdigkeiten und Bauwerke

### Eisenhütte Horndal
Die Eisenhütte von Horndal ist ein gut erhaltenes Industriedenkmal mit vielen interessanten Bauwerken. Der Park rund um das alte Bürogebäude des Hüttenwerks (das vermutlich schon vor dem Jahr 1700 errichtet wurde) beinhaltet die alte Hüttenmesse (gebaut 1877), in welcher sich heute ein Hüttenmuseum befindet. Die alten Verwalterwohnungen wurden 1995 an die Horndals Hüttenwerksvereinigung übertragen. Diese betreiben die Gebäude ehrenamtlich. Der Park wurde vermutlich angelegt, als das alte Herrenhaus errichtet wurde, welches aus dem Jahr 1776 stammt.
Von allen erhalten gebliebenen Industriegebäuden sind die Ruinen, der im Jahr 1942 geschlossenen Schmiede, die bemerkenswertesten. In dem altertümlichen Gemäuer sind noch immer viele Teile des alten Inventars zu sehen. Unter den alten Gebäuden befinden sich weiterhin eine Leichtschmiede und mehrere Holzkohlespeicher.
Auch das alte Walzwerk ist erhalten, genauso wie Steinkohlespeicher, eine Kleinschmiede, ein Haus aus Schlacke inklusive eines Ladenmodells aus Holz. Das alte Martinswerk wurde nach seiner Stilllegung komplett abgerissen. Auch von der Eisenhütte und der benachbarten Sinteranlage sind keine sichtbaren Überreste geblieben.

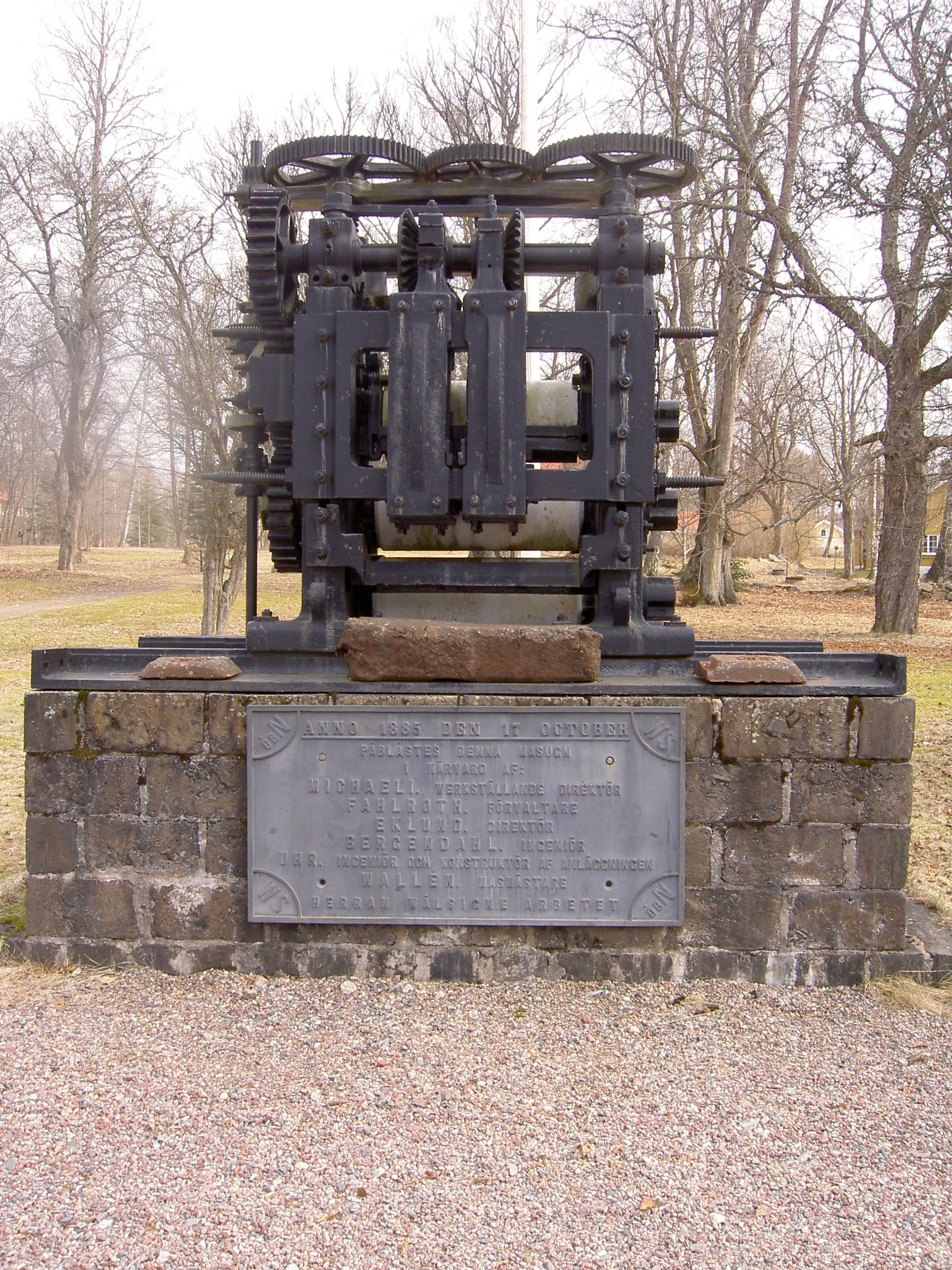
Walze des alten Hüttenwerks
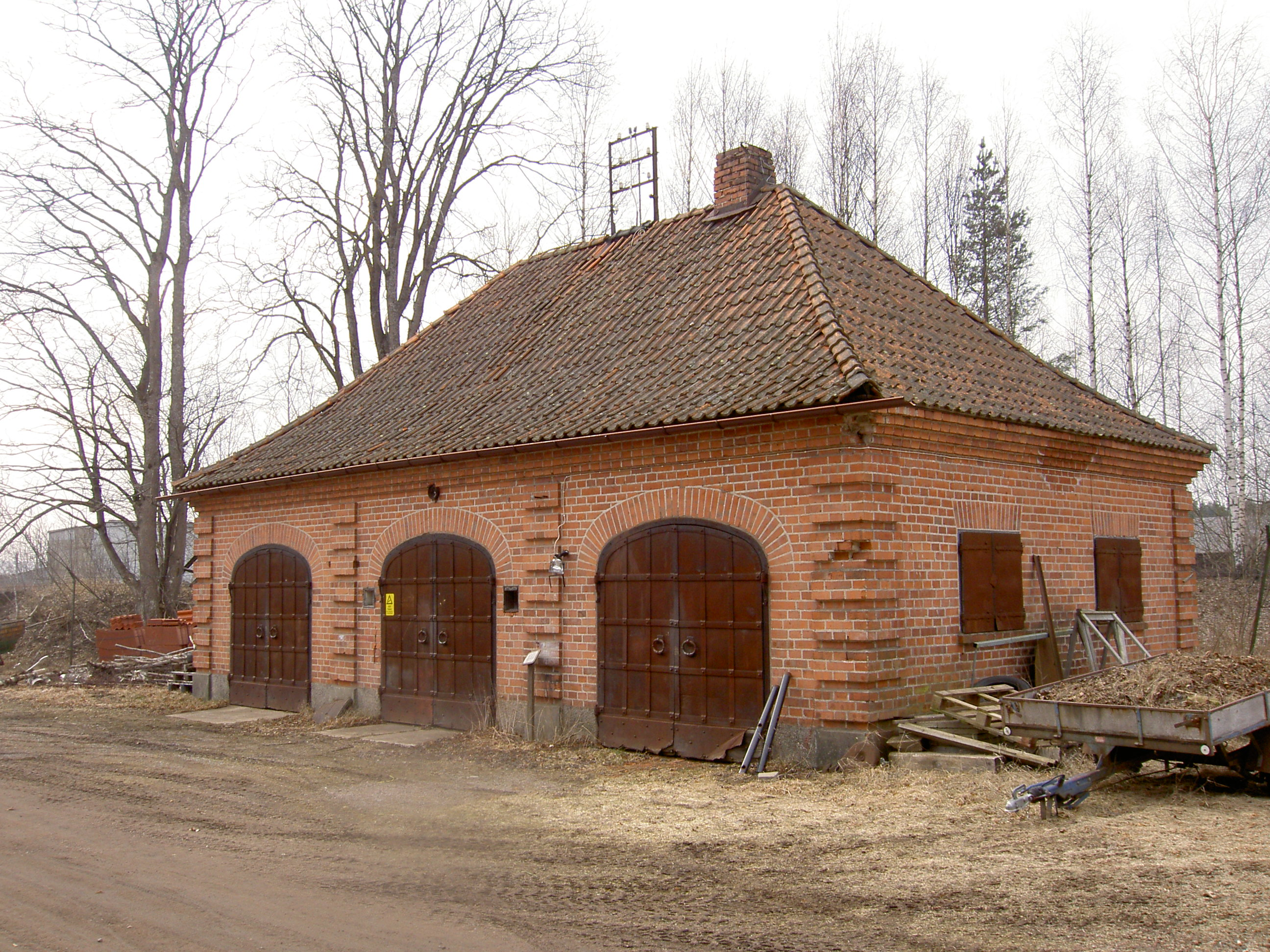
Horndals altes Feuerwehrhaus
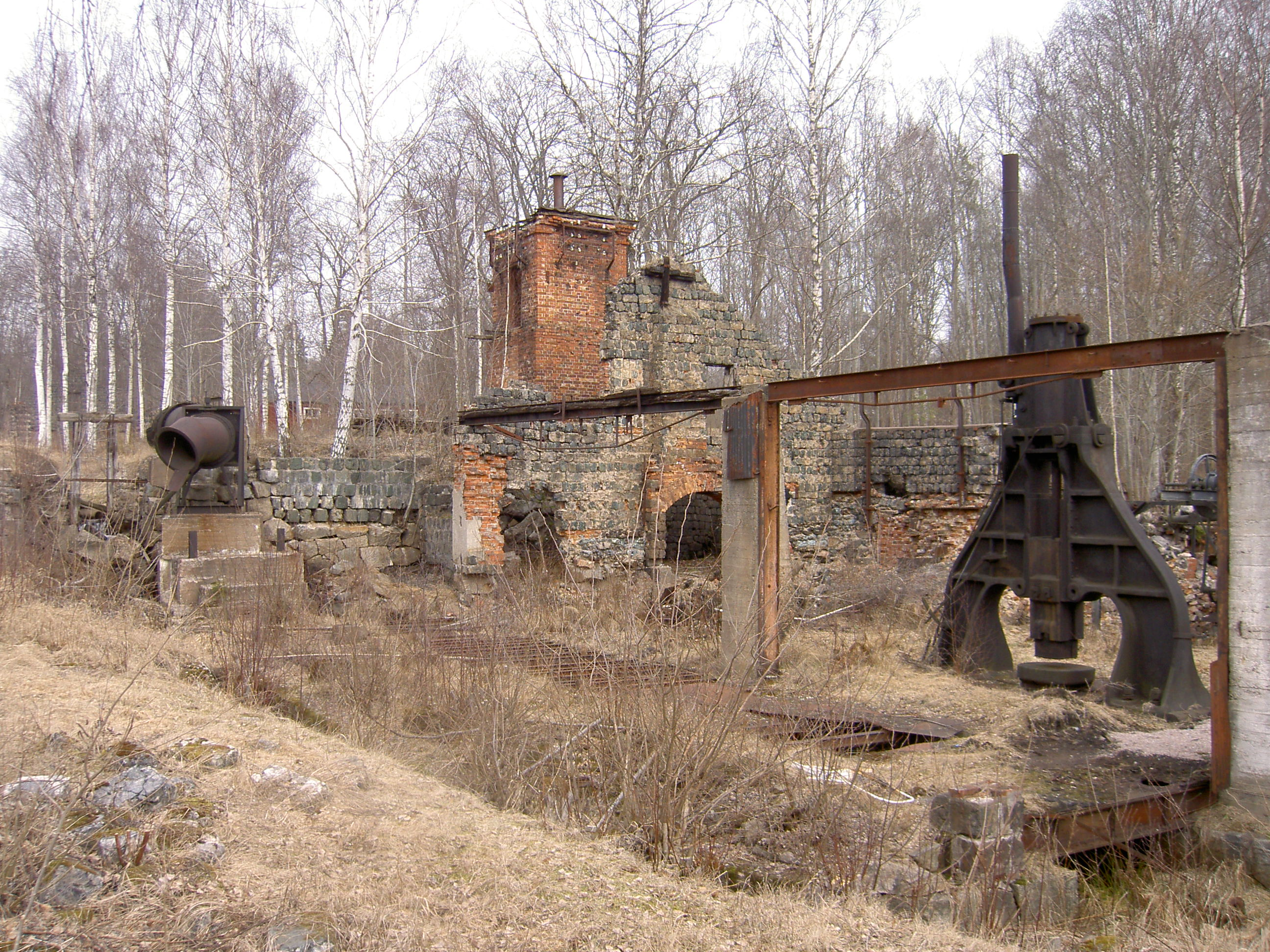
Ruine der Schmiede im alten Teil von Horndals Eisenhütte
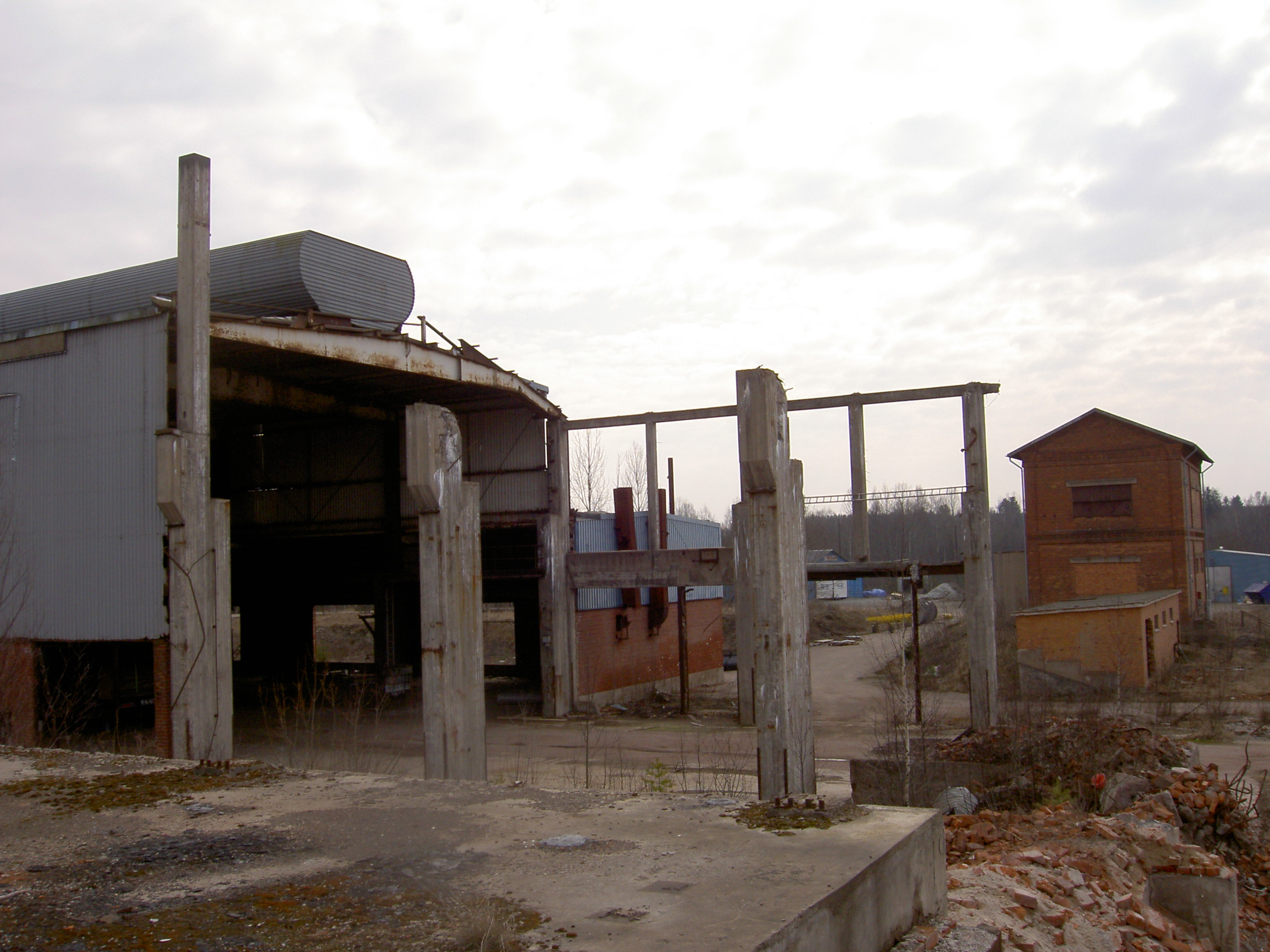
Horndals Eisenhütte, „neuer“ Teil

Es ist noch eine Anzahl älterer Arbeiterwohnungen sowie der Pfarrgarten (welcher etwa um 1914 angelegt wurde) erhalten. Das älteste Gebäude von Horndal, die so genannte Lusbostugan, befindet sich im Horndaler Hüttenpark. Im Moment wird das Gebäude renoviert. Der frühere Botschafter in den USA, Franklin S. Forsberg wuchs in diesem Haus auf. Generalleutnant Sven-Olof Olson engagierte sich für die Renovierung und Instandhaltung des Bauwerks und beteiligte sich auch aktiv daran.

### Kirche

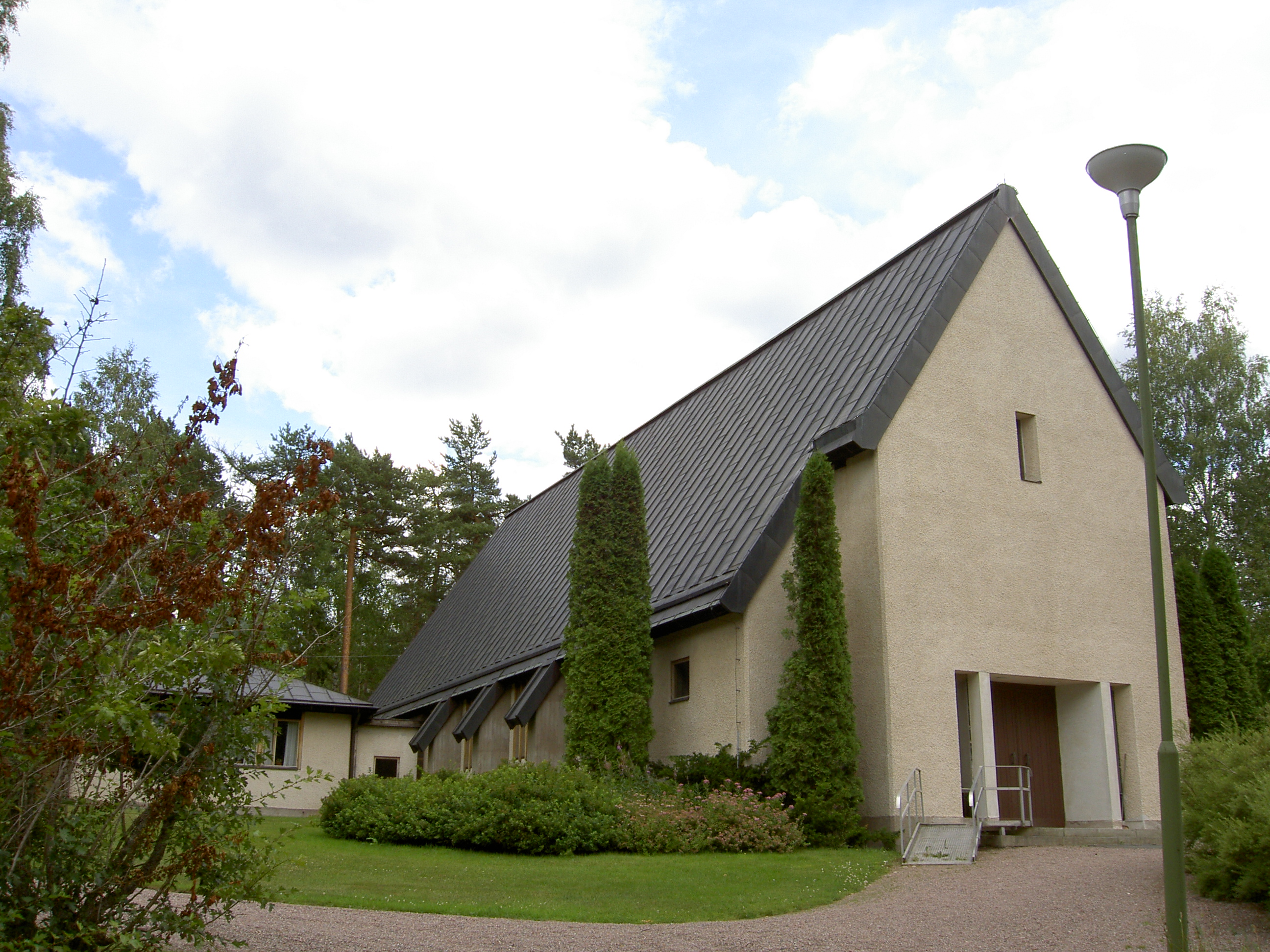
Horndals Kirche

Horndals Kirche ist eine turmlose Ziegelkirche, welche im Jahr 1958 errichtet wurde.

### Schwungrad

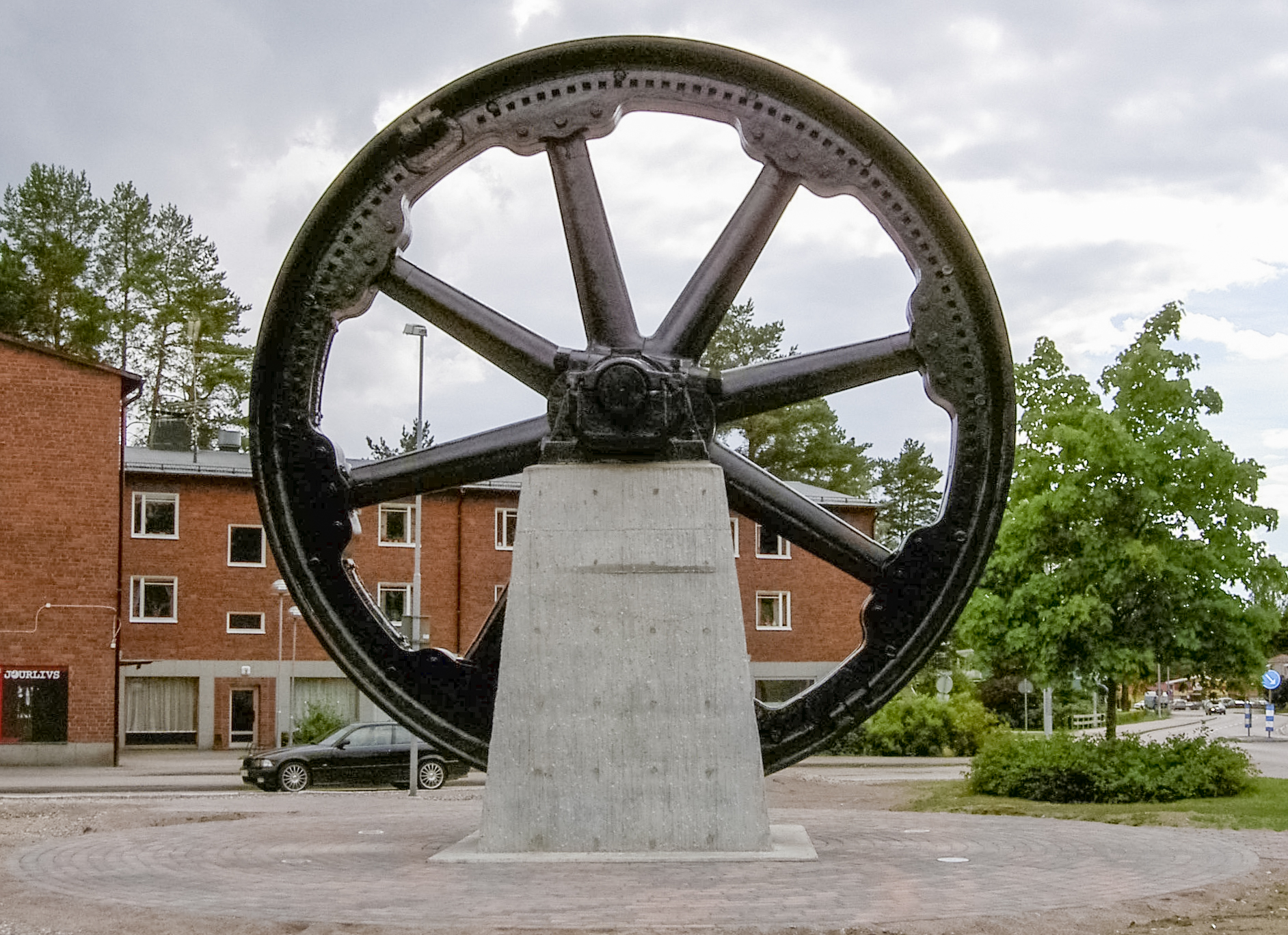
Schwungrad von Horndal

Ein 80 Tonnen schweres Schwungrad aus dem alten Industriegebiet wurde im Juni 2008 als Denkmal in das Ortszentrum von Horndal gebracht.
Das Denkmal wurde am 2. August 2008 von Laila Borger aus der Gemeinde Avesta eingeweiht. Die Rede dazu hielt der Horndaler Bengt Söderqvist.

### Johan-Olov-Schule
Die Johan-Olof-Schule verfügt über eine Freizeiteinrichtung und hat sich im Kulturleben etabliert.
Sie ist auf lokaler Ebene im Forum für Kultur integriert. Das Kulturforum verfügt über ein Theater mit Platz für 200 Personen, eine Bibliothek, ein Badehaus mit Schwimmhalle sowie eine große Turnhalle.
Der Name der Schule stammt von Johan-Olof Johanssons (1874 bis 1955). Die Namensgebung geschah zu Ehren des ehemaligen Autors und Gewerkschaftsführers.
Der Direktor der Schule heißt Jerker Olofsson.

## Kultur
In den Jahren 2007 und 2008 wurden in Horndals Hüttenpark das Musikfestival Blowingroom Festival durchgeführt. Im Jahre 2009 fand das Kultur- und Musikfestival Vildrosfestivalen in Konsjön in den Wäldern außerhalb von Horndal statt.
Die Horndalsrevyn ist eine populäre Lokal-Revue in der Gegend.
Seit 2008 ist die Entwicklungsgruppe „HORNDALSGRUPPEN“ tätig. Der Vorsitzende dieser Gruppe war im Jahr 2012 Bengt Holmertz.
Der Einwohnerpreis wird seit dem Jahr 2005 vergeben. Mit diesem werden Bewohner von Horndal ausgezeichnet, die sich um den Erhalt Horndals und seiner Bauwerke sehr verdient gemacht haben. Die Wahl erfolgt durch die Abstimmung aller Horndaler, die demjenigen ihre Stimmen geben, von dem sie der Meinung sind, dass dieser den Preis verdient. Eine Arbeitsgruppe, bestehend aus Repräsentanten der Sportvereinigungen, des lokalen Handels und des Lionsclubs, wertet dann die Stimmzettel aus und gibt den jeweiligen Gewinner bekannt. Diesem wird der Preis am Ende des Jahres, während der Weihnachtsfeiertage, überreicht.